# Mateana Murguía de Aveleyra
Mateana Murguía De Aveleyra (nació en Etzatlán, Jalisco, 21 de septiembre de 1856 - Ciudad de México, 23 de junio de 1906) fue una periodista y escritora mexicana.

## Biografía
A los 4 años de edad se trasladó junto con su familia a la Ciudad de México. En 1876, tras el fallecimiento de su esposo, Enrique Stein, volvió a su hogar paterno.  A partir de diciembre de 1878 trabajó de profesora y durante dos años dirigió la Escuela Huichapan. Después estuvo a cargo de la Escuela del Municipio.
Fundó y dirigió el periódico "Violetas" redactado por mujeres. También participó en sociedades literarias como: Las Hijas del Anáhuac, Liceo Hidalgo y el semanario La Mujer Mexicana. Junto con Laureana Wright, de 1887 a 1889 demandaron el sufragio femenino a través de sus publicaciones en Violetas del Anáhuac, una revista fundada por Laureana Wright de Kleinhans. Algunas de sus publicaciones durante su colaboración en Las Violetas del Anáhuac fueron "Educación doméstica" (29 de enero), "Los bohemios de la ciudad", "Contrastes", "El Doctor Succi", "Los elegidos".
En sus poemas habló sobre la mujer, la patria y la naturaleza. A través de su trabajo escrito describió la cotidianidad de las mujeres del siglo XIX.